# Кособский
Кособский (кутан совхоза Кособский) — кутан Тляратинского района Дагестана. Не имеет официального статуса, подчиняется Кособскому сельскому округу.

## Географическое положение
Расположен на территории Бабаюртовского района, в 16 км к северо-западу от села Бабаюрт на канале Главный коллектор имени Дзержинского.

## Население
По оценке 2008 года на кутане проживало 119 человек.